# Solifenacina
La solifenacina, que se vende con el nombre de marca Vesicare, entre otros.  Es un medicamento que se usa para tratar la vejiga hiperactiva y la hiperactividad del detrusor neurogénica (NDO).  Puede ayudar con la incontinencia urinaria, la frecuencia urinaria y la urgencia urinaria. Los beneficios parecen similares a los de otros medicamentos de la clase. Se toma por boca.
Los efectos secundarios más frecuentes son sequedad de boca, estreñimiento e infección del tracto urinario. Los efectos secundarios graves pueden ser retención urinaria, prolongación del intervalo QT, alucinaciones, glaucoma y anafilaxia. No está claro si su uso es seguro durante el embarazo. Pertenece a la clase de los antimuscarínicos y actúa disminuyendo las contracciones de la vejiga.
La solifenacina se aprobó para uso médico en los Estados Unidos en 2004. El suministro de un mes en el Reino Unido le cuesta al NHS alrededor de 28 libras esterlinas  a partir de 2019. En los Estados Unidos, el costo mayorista de esta cantidad es de unos 370 dólares estadounidenses. En 2017, fue el medicamento número 283 más recetado en los Estados Unidos, con más de un millón de recetas.